# Disimetría de la sustentación
Es el fenómeno aerodinámico que ocurre en los rotores de los helicópteros (también autogiros) cuando estos realizan un vuelo en traslación. La fuerza de sustentación en una superficie aerodinámica varia según la velocidad del flujo de aire que lo circunda (también por la densidad y ángulo de incidencia), durante el vuelo estacionario (hover) el flujo de aire en todas las palas es regular (si se considera viento nulo) pero cuando la aeronave comienza a moverse, en la sección del rotor que se enfrenta al viento, aumenta el viento relativo en las palas y en la otra mitad disminuye, esto trae como consecuencia una tendencia a de aumento y disminución se sustentación entre estas dos secciones respectivamente, esta tendencia es cotrarrestada por el diseño mismo del rotor ya que este cuenta con articulaciones que permiten que en la sección donde las palas que se enfrentan a un flujo de aire más rápido (pala que avanza) tiendan a moverse hacia arriba pero al mismo tiempo y en forma automática el mecanismo del rotor obliga a la pala a disminuir el ángulo de ataque (y por ende el de incidencia) y como consecuencia la sustentación no aumenta, mientras que en la sección donde las palas que se enfrentan el flujo de aire más lento (pala que retrocede) estas se mueven hacia abajo y el ángulo de ataque aumenta y por ello la sustentación no disminuye, finalmente se mantiene el equilibrio en todo el disco rotor. La asimetría de sustentación también llamada sustentación asimétrica o disimetría de sustentación afecta también al rotor de cola (no si es fenestron).